# Шушук
Шушук — река в России, протекает по Адыгее. Устье реки находится в 10 км по правому берегу реки Дах. Длина реки — 12 км, площадь водосборного бассейна — 28,8 км².
Берёт начало у посёлка Победа и течёт на юг. Протекает через урочище Угловые Поляны.

## Данные водного реестра
По данным государственного водного реестра России относится к Кубанскому бассейновому округу, водохозяйственный участок реки — Белая. Речной бассейн реки — Кубань.